# Justin Warsylewicz
Justin Warsylewicz, född den 19 oktober 1985 i Regina, Kanada, är en kanadensisk skridskoåkare.
Han tog OS-silver i herrarnas lagtempo i samband med de olympiska skridskotävlingarna 2006 i Turin.